# سونديرلاند الجنوبية (دائرة انتخابية في المملكة المتحدة)
سونديرلاند الجنوبية (بالإنجليزية: Sunderland South)‏ هي إحدى الدوائر الانتخابية في المملكة المتحدة الممثلة في مجلس العموم في برلمان المملكة المتحدة.
عضو البرلمان الذي يمثلها حالياً هو :Mr Chris Mullin (Lab).